# Plowmanianthus dressleri
Plowmanianthus dressleri là một loài thực vật có hoa trong họ Commelinaceae. Loài này được Faden & C.R.Hardy mô tả khoa học đầu tiên năm 2004.